# Odnaždy letom
Odnaždy letom (Однажды летом) è un film del 1936 diretto da Igor' Vladimirovič Il'inskij e Chanan Šmajn.